# Neva Patterson
Neva Louise Patterson (* 10. Februar 1920 in Nevada, Iowa; † 14. Dezember 2010 in Brentwood, Kalifornien) war eine US-amerikanische Schauspielerin.

## Leben
Neva Louise Patterson wurde auf einer Farm in Nevada, Iowa geboren. Nach ihrem Schulabschluss 1937 arbeitete sie eine Zeit lang als Sekretärin, bevor sie genügend Geld hatte, um nach New York City zu ziehen. Dort arbeitete sie wieder als Sekretärin, Sängerin und Kleindarstellerin, bevor sie 1947 ihr Broadway-Debüt gab. Nachdem sie bereits in mehreren Fernsehserien mitspielte, gab sie an der Seite von Dan Dailey und Blanche Yurka 1953 in dem Liebesdrama Taxi ihr Leinwanddebüt.
Neva Patterson war drei Mal verheiratet. Nach ihrer Scheidung 1948 von dem Tänzer Thomas Gallagher, war sie von 1953 bis 1956 mit Michael Ellis verheiratet, und anschließend von 1957 bis zu dessen Tod im Jahr 2002 mit dem Drehbuchautor James Lee. Mit ihm gemeinsam adoptierte sie zwei Kinder, Megan Lee und einen italienischen Jungen. Am 14. Dezember 2010 verstarb sie an den Komplikationen ihrer gebrochenen Hüfte bei sich zu Hause in Brentwood.

## Filmografie (Auswahl)

### Film
- 1953: Taxi
- 1956: Die Frau im goldenen Cadillac (The Solid Gold Cadillac)
- 1957: Die große Liebe meines Lebens (An Affair to Remember)
- 1957: Eine Frau, die alles weiß (Desk Set)
- 1958: Ihr Leben war ein Skandal (Too Much, Too Soon)
- 1962: Am schwarzen Fluß (The Spiral Road)
- 1962: David und Lisa (David and Lisa)
- 1964: Die Frau seines Herzens (Dear Heart)
- 1967: Der Befehl (Counterpoint)
- 1971: Zwei Galgenvögel (Skin Game)
- 1976: Die Unbestechlichen (All the President’s Men)
- 1977: Das Domino Komplott (The Domino Principle)
- 1978: Die Buddy Holly Story (The Buddy Holly Story)
- 1981: Joe Dancer: Ein harter Brocken (The Big Black Pill)
- 1982: Mein großer Bruder (Something So Right)
- 1983: Star 80
- 1984: Solo für 2 (All of Me)
- 1986: Hell Zone – Im Vorhof der Hölle (Women of Valor)

### Serie
- 1962, 1964: Preston & Preston (The Defenders, Fernsehserie, 2 Folgen)
- 1969–1970: The Governor & J.J. (24 Folgen)
- 1971–1972: Sheriff ohne Colt und Tadel (Nichols, 24 Folgen)
- 1973–1977: Barnaby Jones (drei Folgen)
- 1976: Drei Engel für Charlie (Charlie’s Angels, Fernsehserie, Folge 1x05)
- 1984–1985: Webster (drei Folgen)
- 1987: Chefarzt Dr. Westphall (St. Elsewhere, vier Folgen)